# Tanimbarstare
Tanimbarstare (Aplonis crassa) är en fågel i familjen starar inom ordningen tättingar.

## Utbredning och systematik
Fågeln förekommer enbart i ögruppen Tanimbaröarna (Larat och Yamdena). Den behandlas som monotypisk, det vill säga att den inte delas in i några underarter.

## Status
Arten har ett mycket litet utbredningsområde. Den verkar dock vara vanlig i rätt miljö. IUCN kategoriserar arten som nära hotad.